# Hymeniacidon ovalae
Hymeniacidon ovalae är en svampdjursart som beskrevs av Tanita och Kazuo Hoshino 1989. Hymeniacidon ovalae ingår i släktet Hymeniacidon och familjen Halichondriidae. Inga underarter finns listade i Catalogue of Life.